# الصين: ديمقراطية تعمل
الصين: ديمقراطية تعمل ورقة بيضاء مطولة صادرة عن المكتب الإعلامي لمجلس الدولة الصيني في 4 ديسمبر 2021. يحدد الكتاب الأبيض جوانب مختلفة من النظام السياسي الصيني، والتي تدعي أنها تشكل «عملية ديمقراطية كاملة». وتشمل هذه الجوانب الرسمية لنظام الكونجرس الشعبي والانتخابات المحلية والمؤتمر الاستشاري السياسي للشعب الصيني فضلاً عن سبل المشاركة في صياغة السياسات والمجتمع المدني مثل مكاتب المعلومات التشريعية ومؤتمرات الموظفين وفرق إدارة مجتمع الشبكة. يدعي الكتاب الأبيض أنه لا يوجد نموذج ثابت للديمقراطية وأن الصين دولة ديمقراطية. كما تنتقد بشدة الديمقراطية الأمريكية، في إشارة إلى عدم الاستقرار المصاحب لها. كما ينتقد الدول لمطالبتها بالحق الوحيد في تعريف الديمقراطية، واستخدام هذا الوضع لفرض نفسها على البلدان الأخرى. وتزعم أن الديمقراطية لا تقتصر على «شخص واحد صوت واحد»، وهناك العديد من الطرق التي قد يستخدمها بلد ما لتحقيق الديمقراطية التي قد تناسب سياقها بشكل أفضل.
يجادل المراقبون بأن الصين أصدرت هذا الكتاب الأبيض للتنافس مع الولايات المتحدة من أجل الحق في التحدث عن الديمقراطية ولمواجهة استضافة الرئيس الأمريكي جو بايدن لقمة من أجل الديمقراطية.